# Tharros

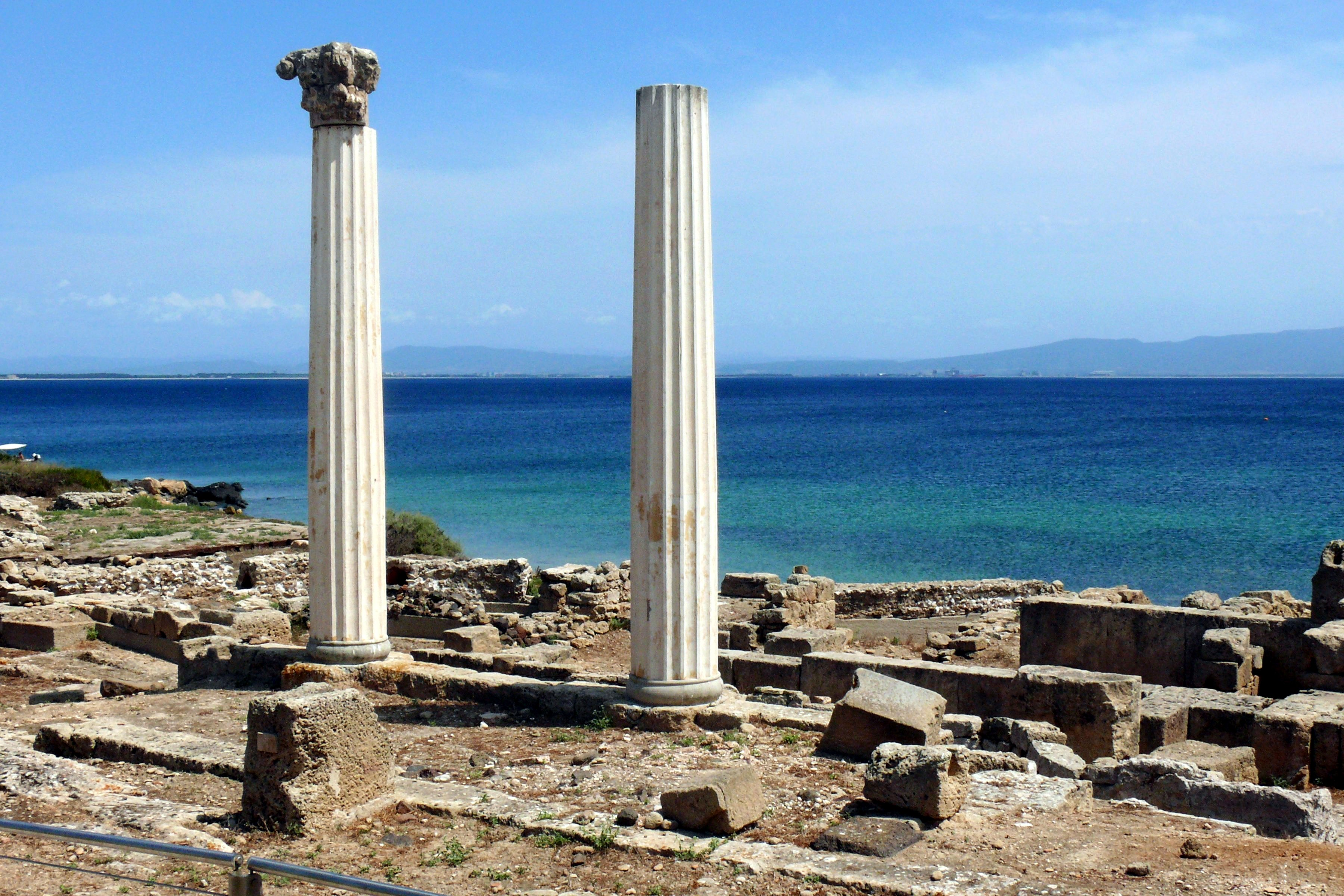
Colonne di restauro fra le rovine di Tharros.

Tharros (in latino Tarrae, in greco antico: Θάρρας?, Thàrras) è un sito archeologico della provincia di Oristano, situato nel comune di Cabras, in Sardegna. 
La città si trova nella parte sud della penisola del Sinis, che termina nella sporgenza montuosa di capo San Marco. 
Nel 2016 l'area archeologica ha fatto registrare 105 738 visitatori

## Storia

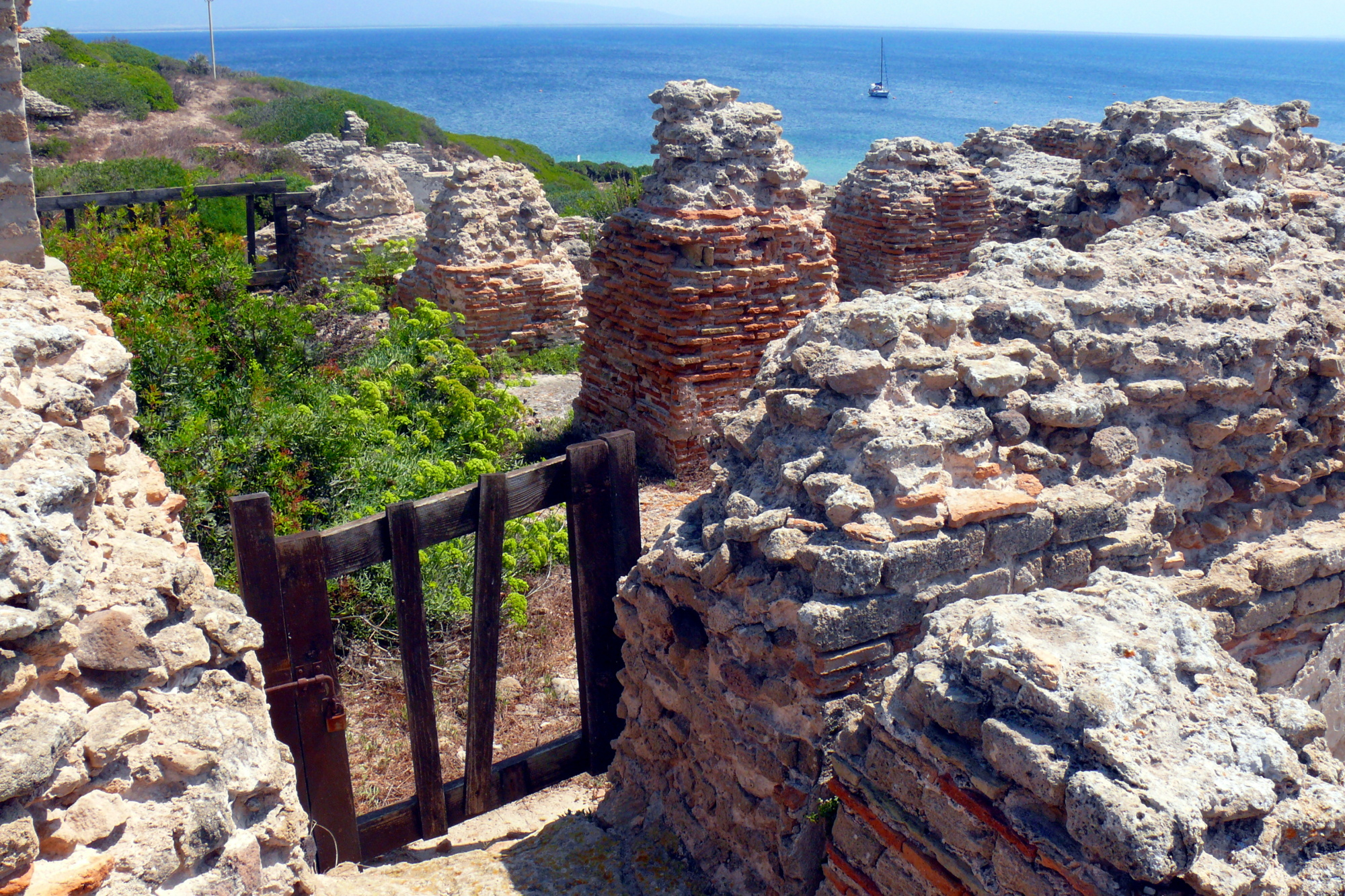
Rovine dell'antica città.

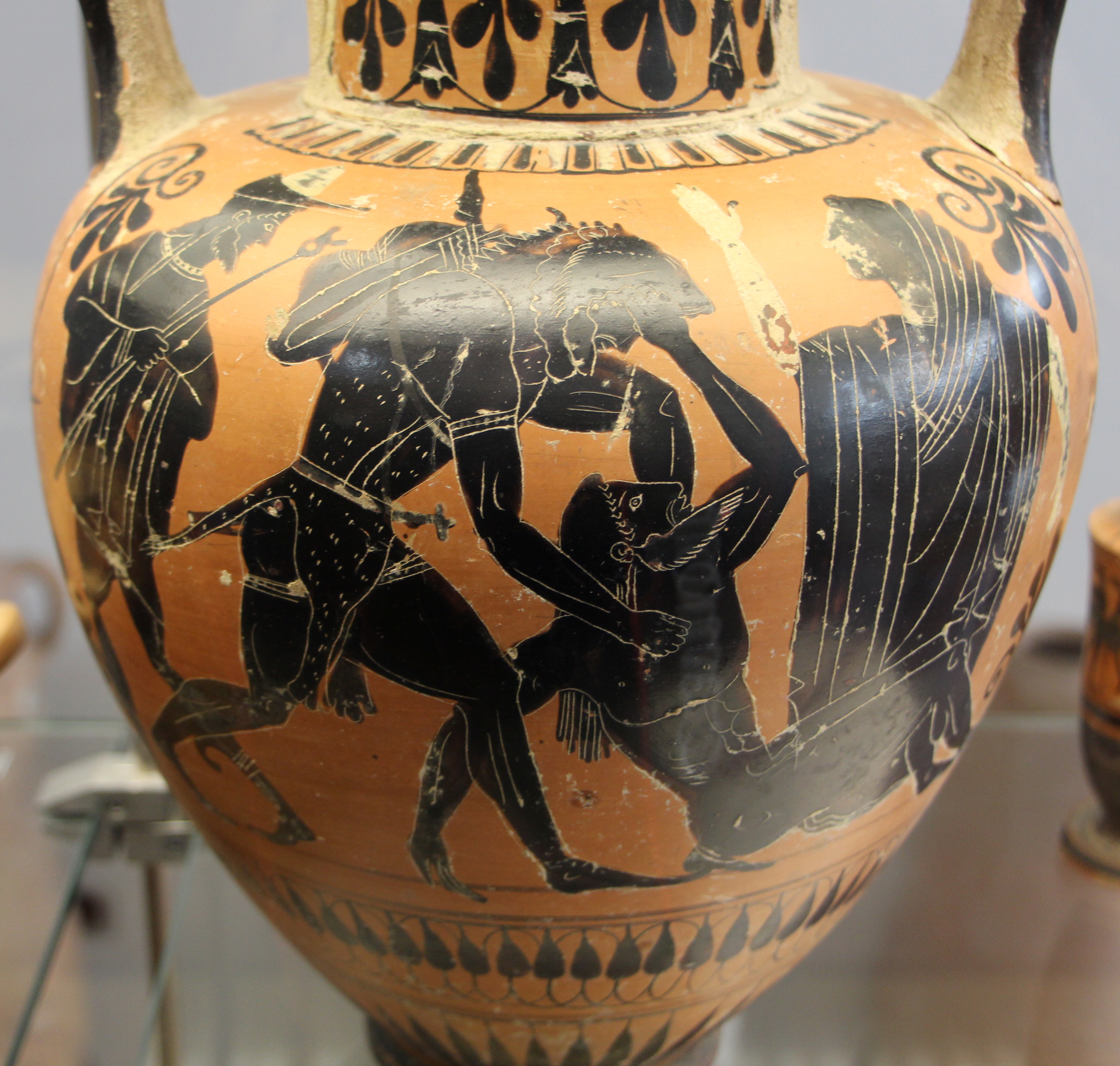
Anfora attica raffigurante Ercole e Anteo

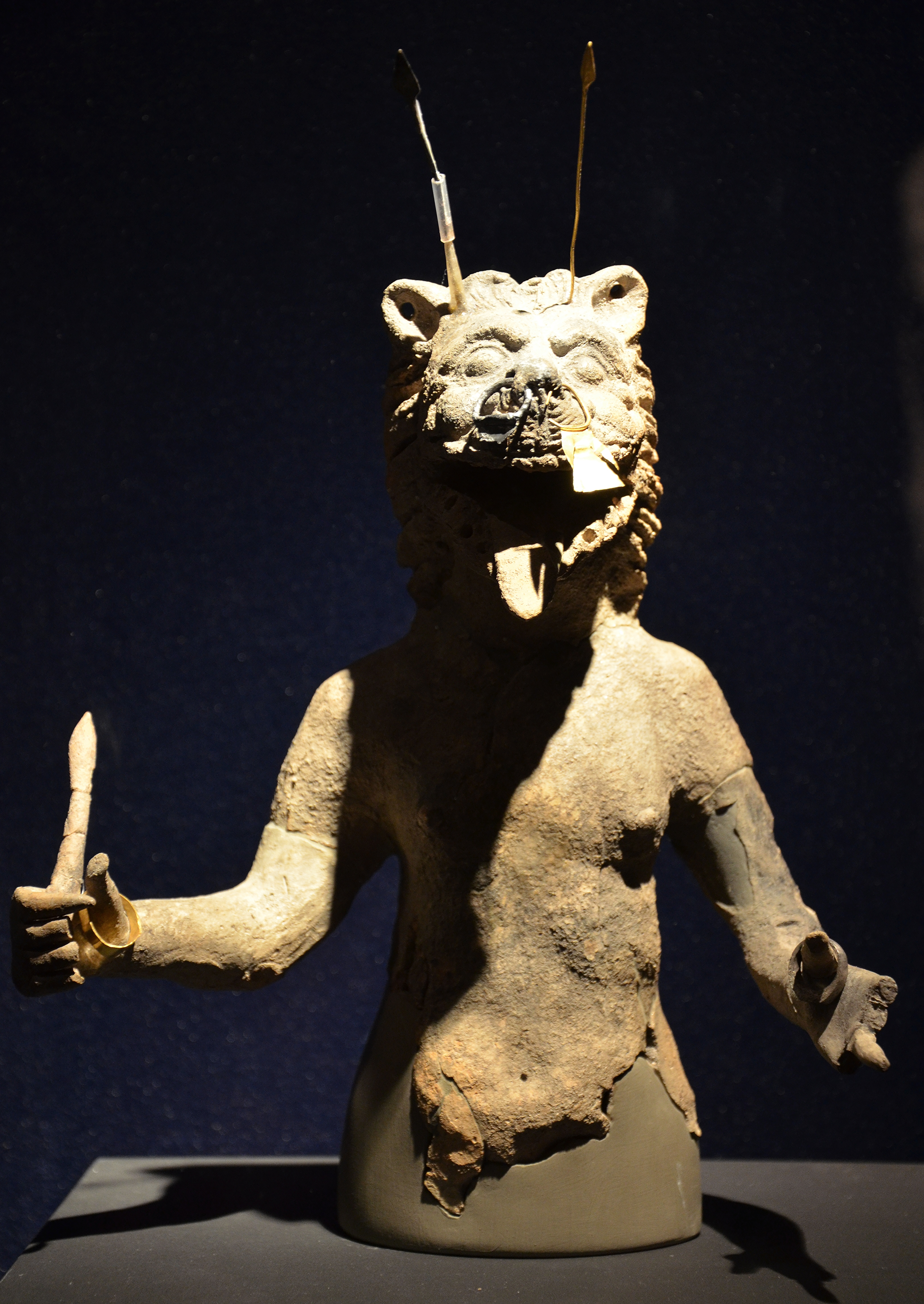
Statua di Leontocefalo da Tharros, VI-V secolo a.C.

Il nome del luogo, di origine protosarda, viene collegato alla radice mediterranea *tarr-. La stessa base si ritrova, ad esempio, nei nomi Tarrài (Galtellì) o, fuori dall'isola, Tarracina (Lazio) o Tarraco (Hispania Citerior).
La città fu fondata dai Fenici nell'VIII secolo a.C. vicino ad un preesistente villaggio nuragico dell'età del bronzo. Il villaggio protosardo di Su Muru Mannu, sopra il quale fu creata una costruzione religiosa fenicia, venne abbandonato in maniera pacifica dai suoi abitanti che, stando alle informazioni archeologiche, aiutarono i fenici nella costruzione della nuova città.
Successivamente, sotto il governo di Cartagine, la città venne fortificata, ingrandita e conobbe un periodo di ricchezza economica con l'aumento degli scambi commerciali con l'Africa, con la penisola iberica e con Massalia. Tharros in epoca cartaginese fu forse la capitale provinciale.
Conquistata da Roma nel 238 a.C., all'indomani della prima guerra punica, pochi decenni dopo (215 a.C.) fu uno dei luoghi di nascita della rivolta anti-romana guidata da Ampsicora. In età imperiale ci fu un forte rinnovamento della città con la costruzione delle terme, dell'acquedotto e la sistemazione della rete stradale con pavimentazione in lastre di basalto. La città ottenne lo status di comunità di cittadini romani.
Dopo la caduta dell'Impero romano d'Occidente, Tharros, governata prima dai Vandali e poi dai Bizantini e tormentata dalle incursioni dei musulmani, entrò progressivamente in una profonda crisi che portò all'abbandono della zona intorno al 1050. 
Prima del suo abbandono Tharros fu anche la capitale del giudicato di Arborea; la regina Nibata o il re (chiamato "Giudice") Orzocco I de Lacon-Zori trasferirono ad Oristano la sede vescovile e l'intera popolazione tarrense. Celebre è il detto (riportato per la prima volta dal Mattei) "e sa cittad'e Tharros, portant sa perda a carros", letteralmente "dalla città di Tharros portano le pietre a carri (in grandi quantità, ndr)", a dimostrazione del fatto che Oristano venne fondata con i resti materiali dell'antica colonia fenicia.

## L'area archeologica
L'area è attualmente un museo all'aria aperta e gli scavi vanno avanti portando alla luce maggiori notizie sul passato di questa città. Ciò che è possibile vedere risale soprattutto al periodo della dominazione romana o della prima cristianità. Tra le strutture più interessanti vi sono il tophet, le terme, le fondamenta del tempio e una parte dell'area con case e botteghe artigiane.
La maggior parte dei manufatti ritrovati durante gli scavi sono visibili presso:
- il Museo archeologico nazionale di Cagliari;
- l'Antiquarium arborense a Oristano;
- il Museo archeologico comunale Giovanni Marongiu di Cabras;
- il British Museum di Londra.

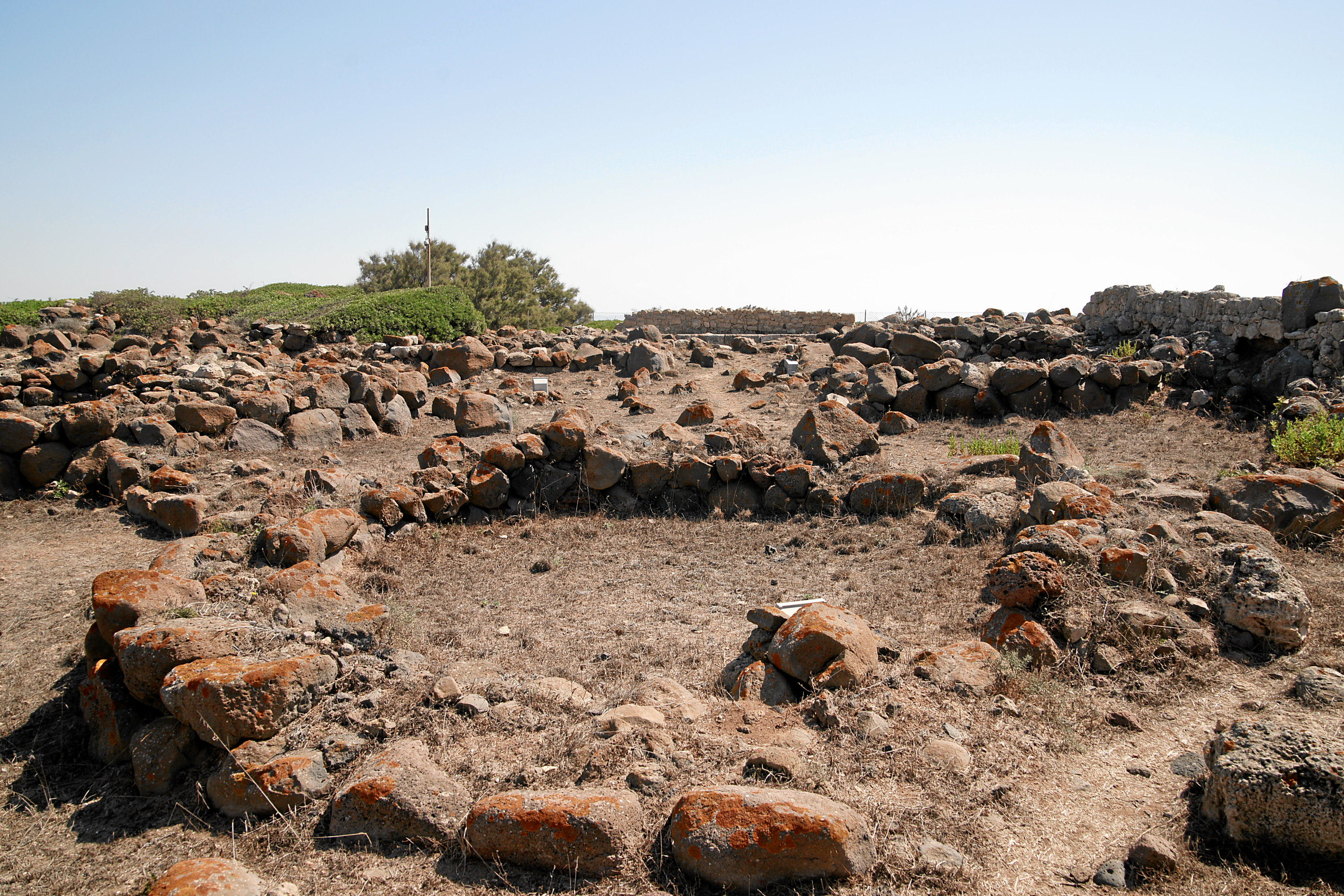
il villaggio nuragico a Tharros

I resti della città di Tharros sono stati scavati solo parzialmente per cui è spesso difficile una precisa ricostruzione delle diverse epoche. 

### Fase nuragica
La penisola di Capo San Marco, dove è localizzata Tharros, fu abitata in Età Nuragica come testimoniato da tracce di insediamenti risalenti all’Età del Bronzo Medio, fra il 1600 ed il 1300 a.C., nella parte del colle di Su Muru Mannu sono state scavate delle capanne circolari, oggi visibili, e probabilmente utilizzato fino a VIII secolo come testimoniato dai frammenti ceramici rinvenuti.

### Tophet
Gli archeologi hanno rinvenuto un tophet, luogo sacro a cielo aperto comune a diversi insediamenti fenici nel Mediterraneo occidentale. A Tharros il tophet era stato edificato sulla sommità di una collina chiamata Su Muru Mannu nei pressi dei resti di un villaggio edificato dai nuragici (1900-730 a.C.). Questo è considerato come un primo segno di colonizzazione e urbanizzazione del sito.

### Tempio monumentale
Di epoca punica è anche il cosiddetto tempio monumentale di cui rimane visibile un alto basamento nella roccia decorato sui lati da semicolonne doriche. 

### Fase romana
In età romana la città andò incontro a una importante sistemazione urbanistica con la costruzione di strade in basalto e diversi edifici pubblici come le tre strutture termali e il castellum aquae. 

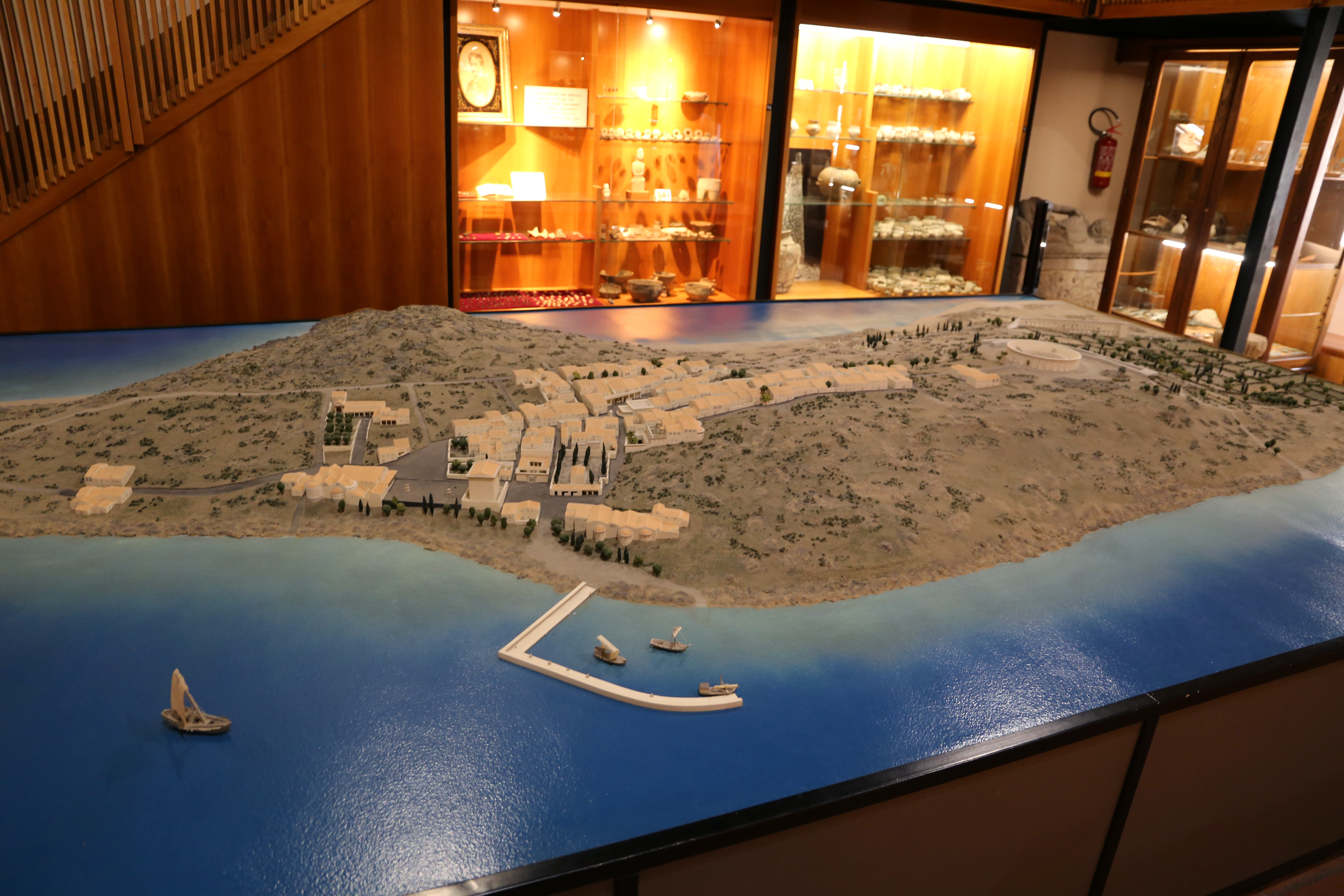
Plastico di Tharros nel IV secolo d.C., Antiquarium arborense

### Fase paleocristiana
Durante questo periodo una delle terme venne trasformata in edificio sacro e fu costruito un battistero.

## Archeogenetica
Uno studio di Stefania Sarno et al. (2021) sul DNA antico (mtDNA) di 14 individui di età punica, inumati nella necropoli meridionale di Tharros, ha dimostrato la presenza di genti provenienti dall'Africa settentrionale e dalla penisola Iberica. Le moderne popolazioni di Cabras e Belvì sono invece geneticamente più vicine alle popolazioni protosarde pre-fenicie e in generale alle altre moderne popolazioni sarde.
Uno studio del 2025 di Ringbauer, H., Salman-Minkov, A., Regev, D. et al., pubblicato su Nature, ha analizzato il DNA antico di diversi individui di età fenicio-punica rinvenuti in diversi siti del Mediterraneo centrale e occidentale, tra cui Tharros (oltreché Monte Sirai e Villamar, studiati in precedenza). 
Lo studio ha svelato che si trattava di individui con un genoma piuttosto eterogeneo, mostranti una maggiore affinità con le popolazioni della Sicilia e dell'Egeo rispetto al Nord Africa e al Levante.

## Galleria d'immagini

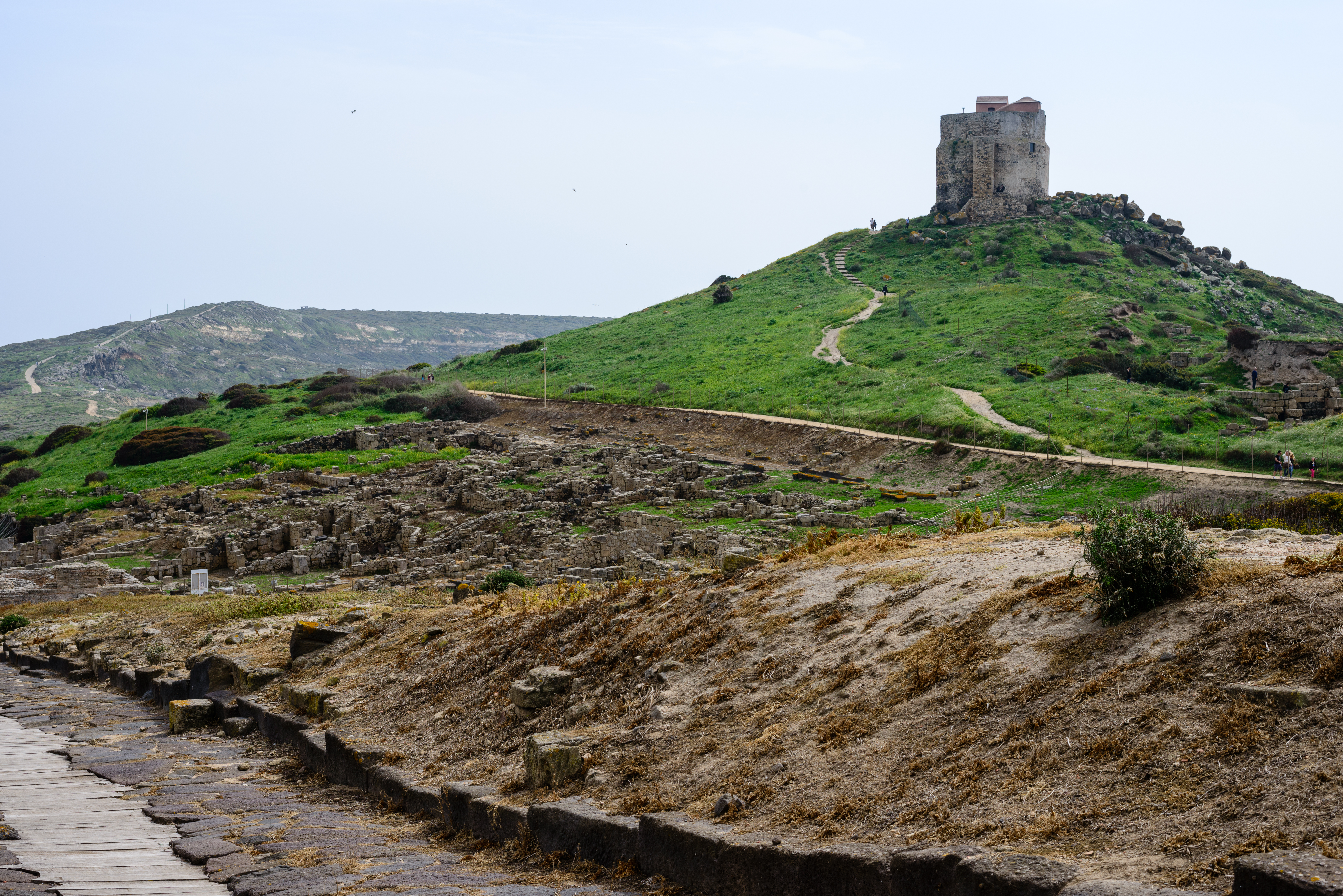
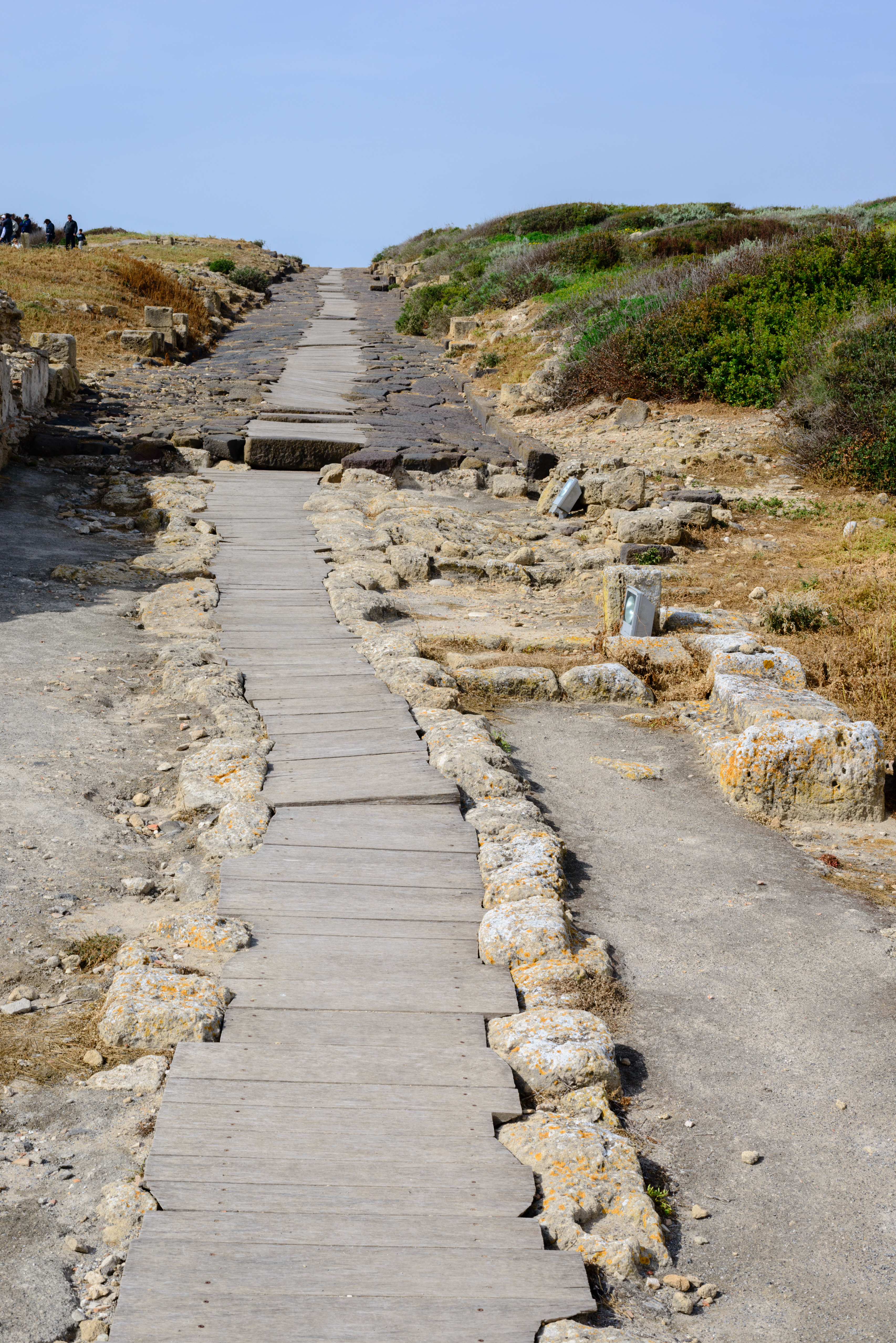
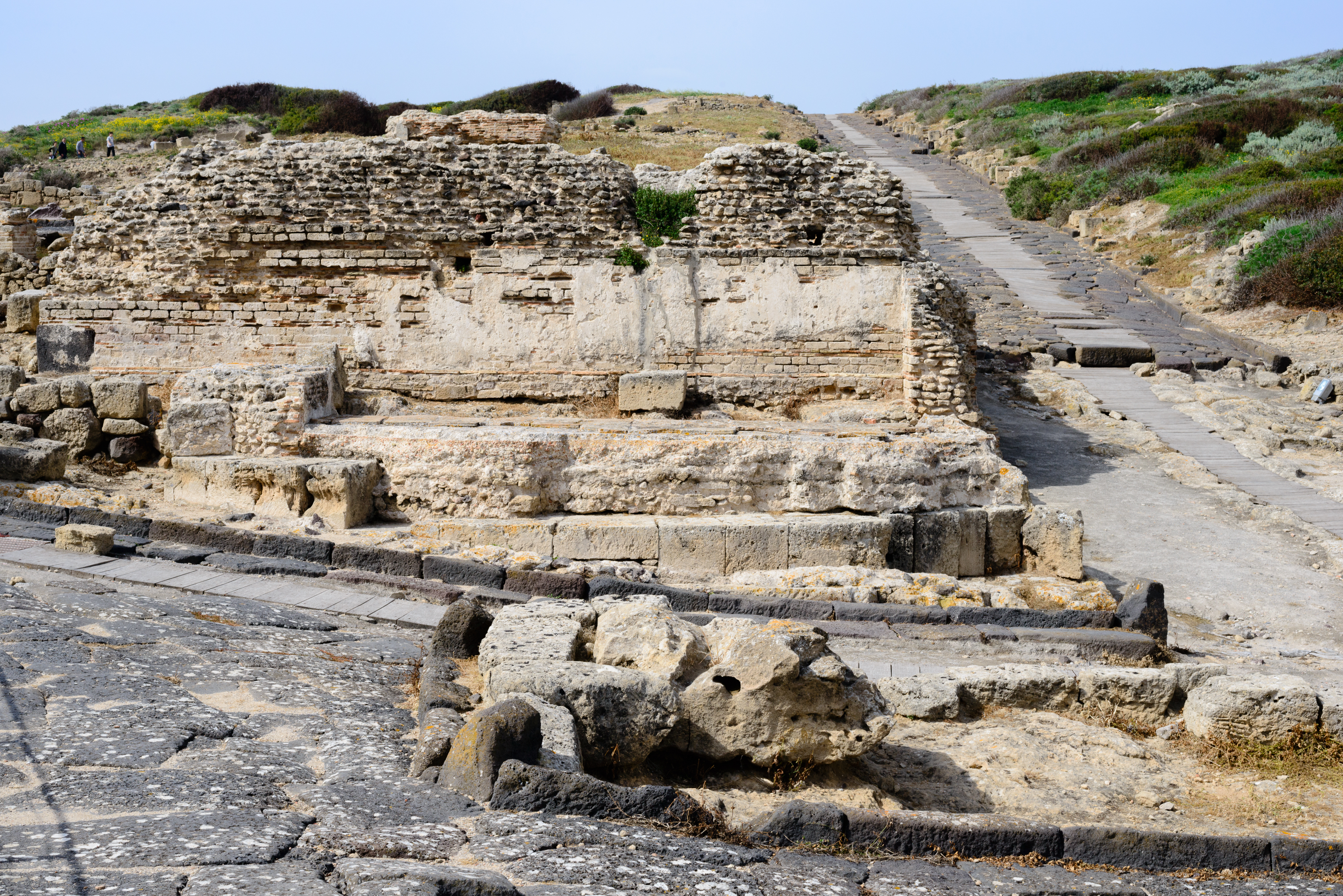
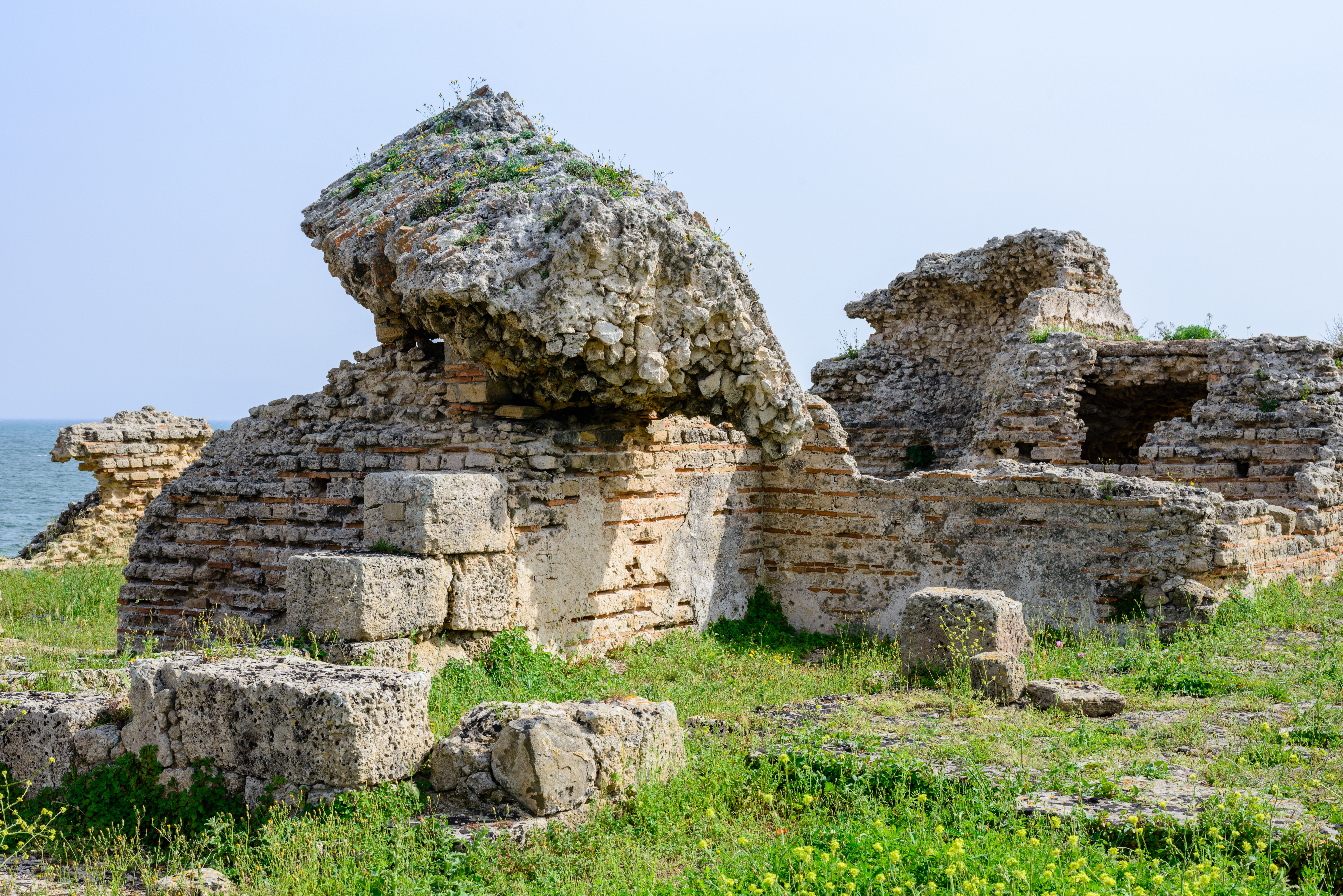
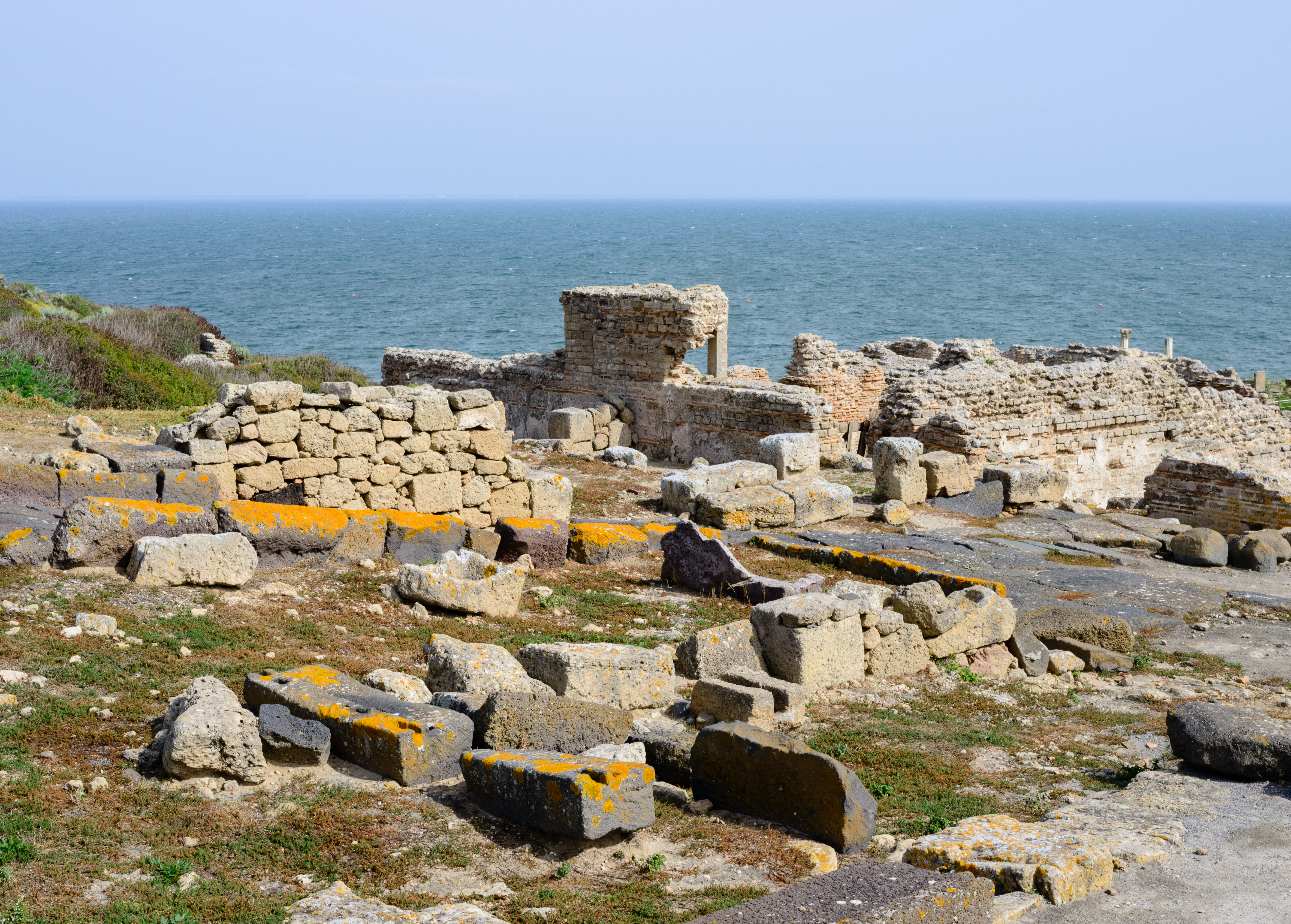
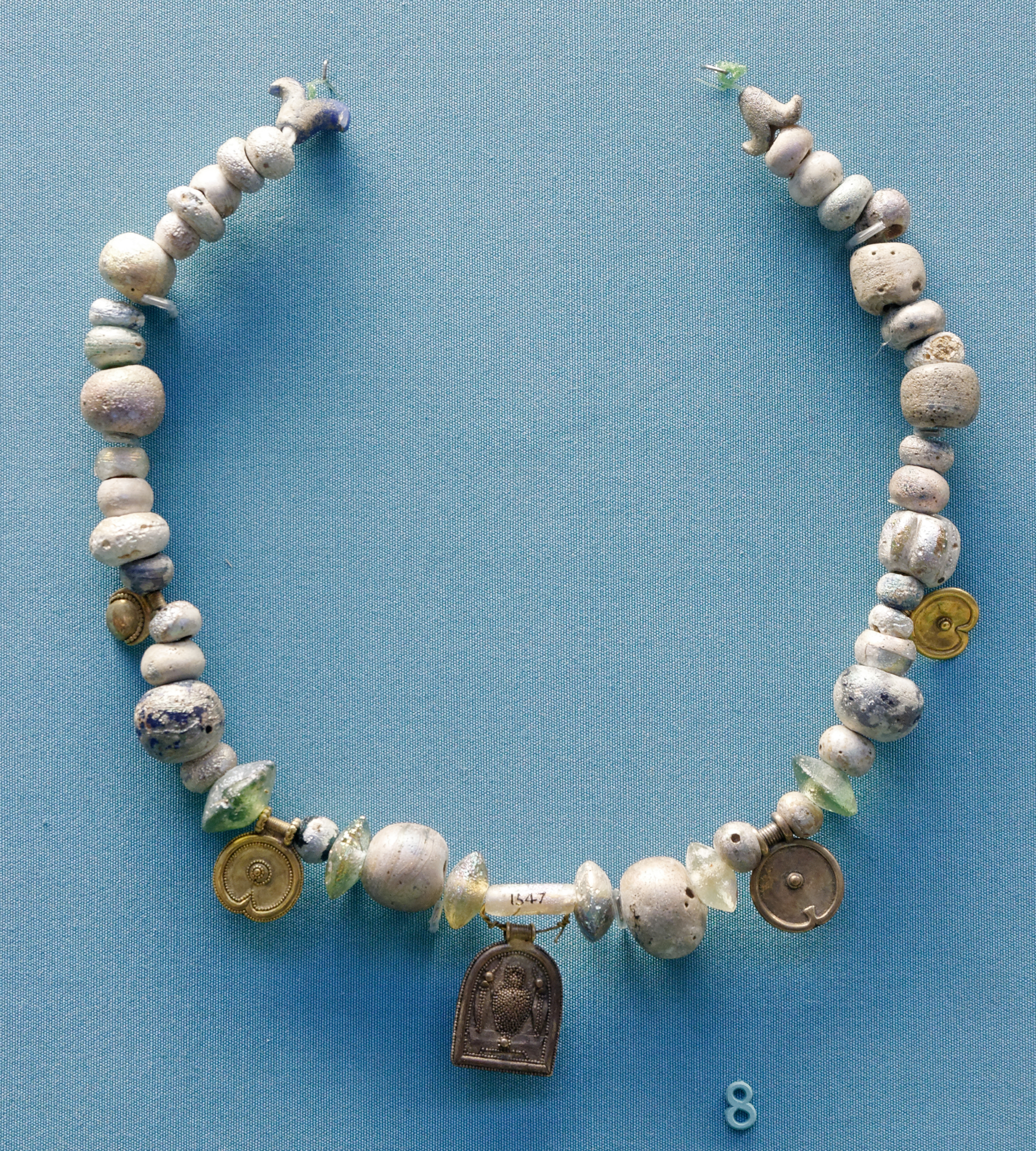
Collana fenicia del VI secolo a.C. in vetro e oro da Tharros, British Museum
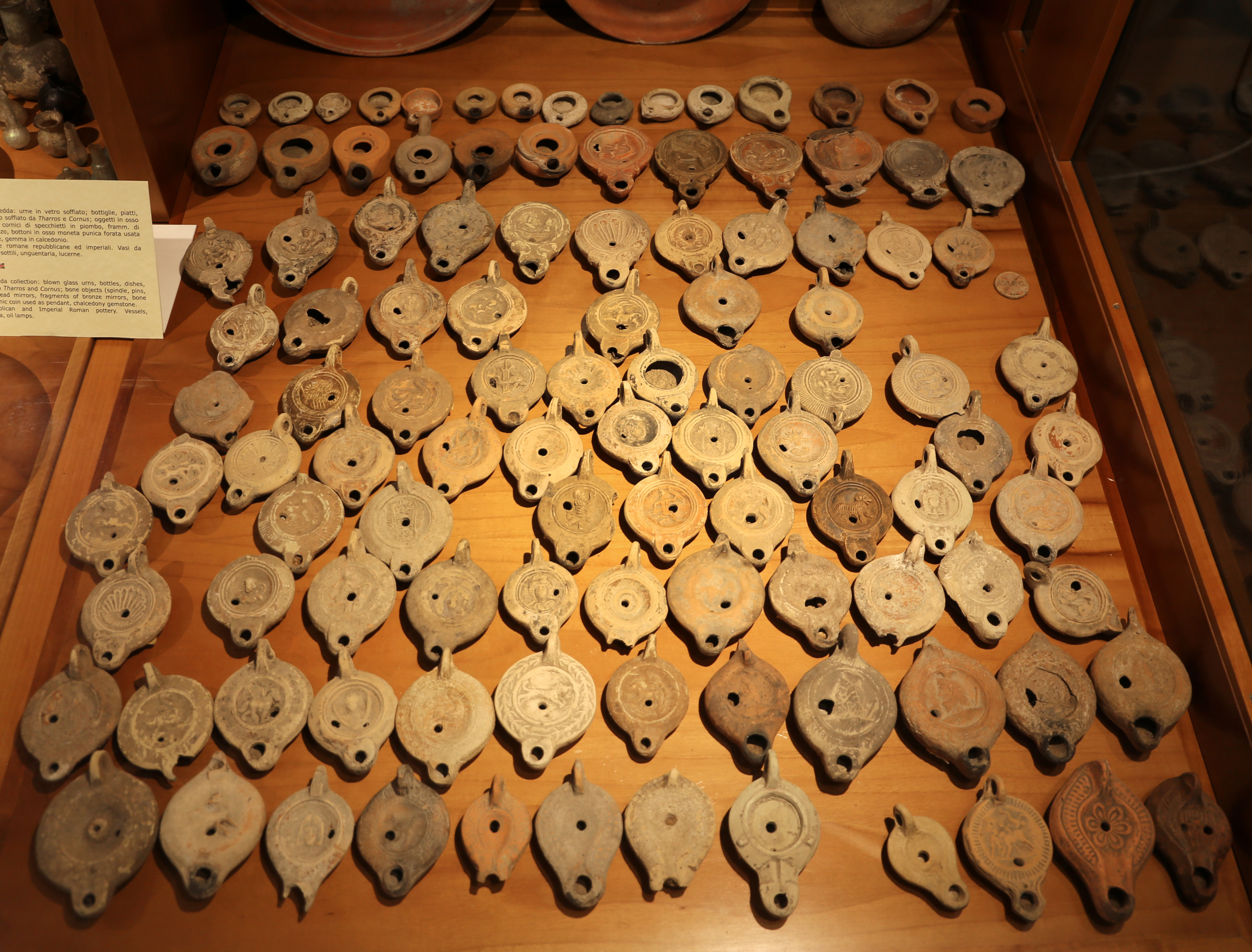
Lucerne di epoca repubblicana e imperiale